# نيولوك (شركة)
نيولوك (بالإنجليزية: New Look) علامة تجارية بريطانية عالمية لمتاجرالتجزئة للأزياء ولديها سلسلة من المحلات التجارية. تأسست عام 1969. تبيع السلسلة الملابس النسائية والرجالية والملابس للمراهقين.

## التاريخ

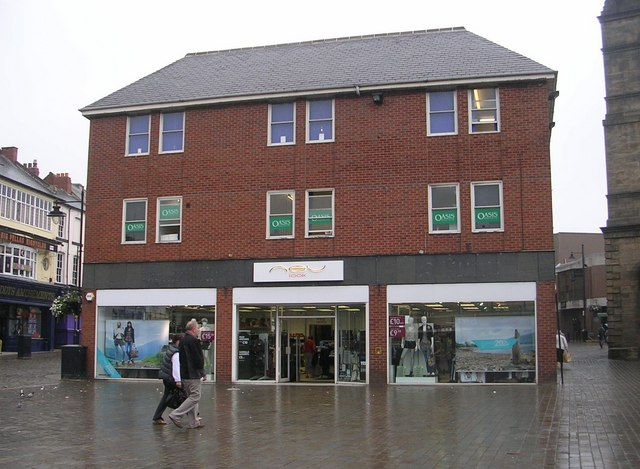
نيولوك، بونتيفراكت

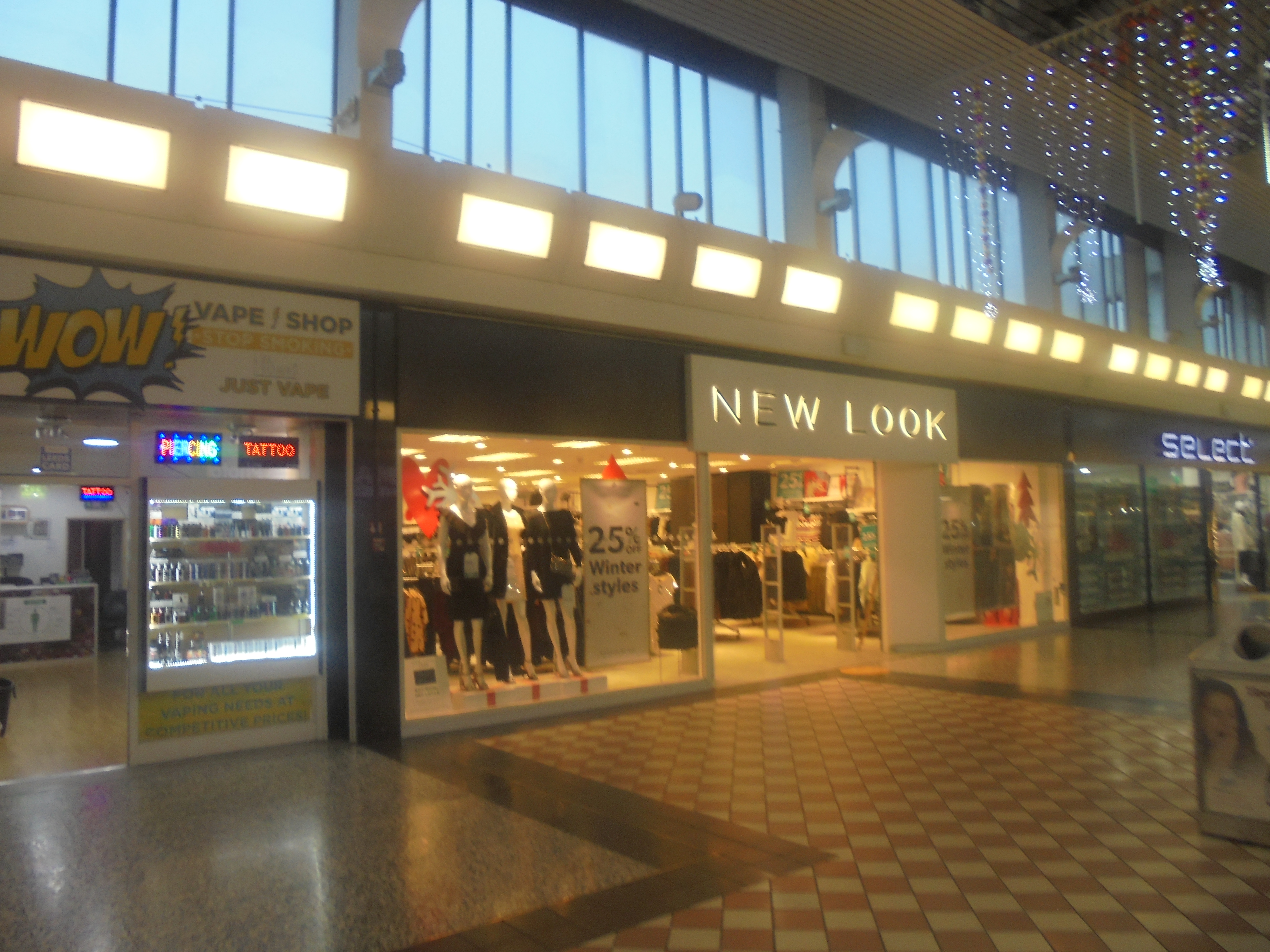
نيولوك في مركز كروس جيتس، ليدز2019.

تأسست نيولوك على يد توم سينغ في تونتون، سومرست ، في عام 1969.  منذ ذلك الحين توسعت الشركة وتعمل الآن عبر سلسلة تضم أكثر من 900 متجرًا دوليًا، بما في ذلك بلجيكا (افتتحت أول متجر لها في بلجيكا في عام 2006)، وفرنسا وهولندا وجمهورية أيرلندا ورومانيا ومالطا وماليزيا وكوريا الجنوبية وسنغافورة وتايلاند وإندونيسيا والإمارات العربية المتحدة والصين وألمانيا وروسيا والبحرين والمملكة العربية السعودية وأذربيجان وبولندا، ويعمل بها أكثر من 18000 موظف.  بلغ حجم مبيعات المجموعة 1147 مليون جنيه إسترليني في عام 2008 بأرباح قدرها 180 مليون جنيه إسترليني.
كانت نيولوك مملوكة لمجموعات الأسهم الخاصة أباكس بارتنرز وبيرميرا، والمؤسس توم سينغ ، حتى مايو 2015 عندما استحوذت عليها برايت إس أي مقابل 780 مليون جنيه إسترليني. تمتلك برايت إس أي أيضًا سلسلة النوادي الصحية فيرجن أكتيف ولديها حصة أقلية في أيسلندا فودز.
في عام 2004، بعد ست سنوات من العمل، انسحبت الشركة من سوق الأوراق المالية وأعيدت إلى كونها شركة مملوكة للقطاع الخاص من قبل المؤسس توم سينغ والرئيس التنفيذي فيل ريجلي ومستثمري الأسهم الخاصة بيرميرا وأباكس بارتنرز وكويليان إنفستمنتس.
في 26 أبريل 2007، اندلع حريق في فرع نيولوك في شارع أكسفورد، لندن. كشفت التحقيقات اللاحقة عن ملف شامل من الإخفاقات المتعلقة باحتياطات وتدابير السلامة من الحرائق. اعترفت الشركة في وقت لاحق بأنها مذنبة في التهم الجنائية وفي 25 نوفمبر2009، تم تغريم ما مجموعه 400.000 جنيه إسترليني مع تكاليف 136.052 جنيه إسترليني.
في عام 2008، واصلت نيولوك توسعها في المملكة المتحدة وافتتحت أكبر متجر لها في ذلك الوقت في مركز شيكاجو ون للتسوق. في فبراير 2009، افتتحت نيولوك أول متجر لها في روسيا وذلك في الذكرى السنوية الأربعين للشركة.
في عام 2010، أيدت محكمة الاستئناف الغرامات. 
في يوليو 2010، افتتحت نيولوك متجرها رقم 300 في حديقة غلاسكو فورت للتسوق. بلغت مساحة المتجر 18,000 قدم مربع (1,700 م2). تم بناؤه في موقع متجر بوردرز السابق.
تم افتتاح أكبر متجر لنيولوك في العالم في دبلن، أيرلندا في 4 نوفمبر 2010، ويقع في مركز تسوق جيرفيس. ويعد المتجر التاسع والعشرون في أيرلندا. تم إغلاق العديد من المنافذ في سنغافورة، باستثناء سيتى لينك مول وسيتي سكويرمول. في نوفمبر 2018، أغلقت نيولوك تسعين متجرًا في المملكة المتحدة و 12 متجًرا في إندونيسيا بسبب ضعف المبيعات.

### البيانات المالية
الأرقام بملايين الجنيهات . 
| سنة       | ربح  | الكامنة </br> التشغيل </br> الربح أو الخسارة | شبكة </br> الإيرادات | عدد </br> المتاجر |
| --------- | ---- | -------------------------------------------- | -------------------- | ----------------- |
| 2018-2019 | 1281 | 3.2                                          | (552.7)              | 574               |
| 2017-2018 | 1347 | (74.3)                                       | (250.6)              | 895               |
| 2016-2017 | 1454 | 97.6                                         | (20.2)               | 872               |
| 2015–2016 | 1490 | 174.7                                        | (34.4)               | 838               |
| 2014-2015 | 1414 | 149.4                                        | 49.0                 | 809               |
| 2013-2014 | 1528 | 128.5                                        | (53.6)               | 804               |
| 2012-2013 | 1484 | 115.5                                        | 15.6                 | 802               |
| 2011-2012 | 1447 | 62.7                                         | (38.0)               | 1099              |

## روابط خارجية
- موقع نيولوك
- موقع نيولوك العام

الأخبار
- نقلت نيولوك 250 وظيفة إلى لندن في يناير 2009
- مقر جديد في ويموث في أغسطس 2007
- نيوكاسل أندر لايم في يوليو 2004
- ستصبح قطاعًا خاصًا في فبراير 2004